# Tova Berlinski
Tova Berlinski (ur. 20 kwietnia 1915 w Oświęcimiu, zm. 16 stycznia 2022 w Jerozolimie) – izraelska malarka polskiego pochodzenia, nestorka środowiska malarskiego w Jerozolimie.

## Życiorys
Tova Berlinski urodziła się w Oświęcimiu jako Gusta Wolf, córka chasyda, właściciela sklepu z meblami Samuela Wolfa i Gizeli z domu Horowitz. Była najstarszą z sześciorga rodzeństwa.  
Swojego męża, Eliasza, poznała dzięki działalności w syjonistycznym ruchu młodzieżowym. Dziesięć dni po ślubie wyruszyli do ówczesnego Brytyjskiego Mandatu Palestyny, aby dołączyć do pionierów pracujących nad ustanowieniem Izraela. Przybyli jako nielegalni emigranci, unikając brytyjskich władz, które ograniczały wówczas żydowską imigrację. Artystka utrzymywała kontakt z rodziną w Polsce tak długo, jak możliwe było przesyłanie listów. Podczas II wojny światowej jej pozostała w Polsce rodzina zginęła w Auschwitz-Birkenau.  
Początkowo pasjonował ją teatr. Zaczęła malować w wieku 38 lat. W latach 1953–1957 studiowała na Akademii Sztuk Pięknych i Wzornictwa Besaleela w Jerozolimie; później także w Paryżu pod opieką Andre Lhote’a i Henriego Goetza, gdzie pozostawała w kręgu abstrakcyjnego ekspresjonizmu. Do 1952 roku mieszkała w Tel Awiwie. Potem mieszkała i tworzyła w Jerozolimie. W 1963 roku została laureatką nagrody Jerusalem Prize, a w 2000 roku otrzymała nagrodę Mordechai Ish-Shalom za całokształt twórczości i znaczący wkład w rozwój sztuki.
W latach 1965–1984 była wykładowczynią w The Popular University – Beit Ha’Am Bezalel dla dorosłych, prowadziła także prywatne lekcji we własnym studio. W 1974 roku dołączyła do grupy Aklim. W latach 1982–1984 była członkiem Radius Group. 
W 1984 roku po raz pierwszy od wyjazdu z Polski artystka odwiedziła rodzinny Oświęcim. Później odwiedzała miasto wielokrotnie, nie zgadzając się na kojarzenie miejscowości wyłącznie w świetle historii istniejącego tu obozu koncentracyjnego i chcąc podkreślić wagę swych wspomnień swego szczęśliwego dzieciństwa w tym mieście.

## Twórczość
Pierwotnie obrazy Tovy Berlinski były pełne światła i barw. We wczesnym okresie twórczości artystkę fascynowały kolorowe dziecięce rysunki, później tworzyła barwne abstrakcje z figuratywnymi aluzjami oraz pejzaże. Z biegiem czasu w twórczości artystki pojawiały się motywy figuratywne.  
Jej obrazy z lat 60. i 70. ukazują wpływ dziedziństwa spędzonego w Oświęcimiu, który artystka zapamiętała jako piękne miasto i jako wspomnienie idyllicznego krajobrazu dzieciństwa. Obrazy te reprezentują styl abstrakcyjny z kontrastującymi kolorami i czarnymi konturami. Na obrazach z tego okresu pojawiają się również niewyraźne postacie, które wskazują na członków rodziny, którzy zginęli w Holokauście. 
Jednak dopiero w latach 70. XX wieku artystka zaczęła bezpośrednio zajmować się kwestią Holokaustu. Jej obrazy stawały się coraz bardziej abstrakcyjne i pojawiały się w nich większe obszary koloru. W latach 70. kolory stały się bardziej umiarkowane i monochromatyczne, ale plamy barwne rosły i rozprzestrzeniały się na całą powierzchnię obrazu. Berlinsky często malowała zamknięte okna i widoki widoczne przez zamknięte okiennice. 
Późniejsze pejzaże izraelskie z wysokimi cyprysami i skałami wywołują wrażenie surowości i pustki. Minimalistyczne martwe natury przedstawiają puste krzesła. Na portretach członkowie rodziny pojawiają się z zamazanymi i zanikającymi rysami lub twarzami, które zanikają w geometryczne wzory – jest to odzwierciedleniem straty portretowanych.
W późniejszym okresie głównym motywem malarstwa Tovy Berlinski stały się ciemne, często czarne kwiaty, często dedykowane rodzicom i rodzeństwu, zamordowanym w Auschwitz.
Tova Berlinski wystawiała swe prace m.in. w Izraelu, Wielkiej Brytanii, Stanach Zjednoczonych i Holandii. W styczniu 2006 roku, po raz pierwszy w Polsce, jej dzieła prezentowano na wystawie pt. „O miłości i śmierci” w Galerii Miejskiej Arsenał w Poznaniu. W tym samym roku były również prezentowane w Centrum Żydowskim w Oświęcimiu oraz w Centrum Kultury Żydowskiej w Krakowie.
W 2006 roku Tova Berlinski podarowała Muzeum Auschwitz-Birkenau jedno ze swych dzieł. Jest to obraz bez tytułu przedstawiający pojedynczy szary kwiat w szklanym wazonie. Kompozycja o wymiarach 100 na 70 cm, w szaro-czarnej tonacji, została wykonana na papierze techniką mieszaną. Rok później artystka przekazała dwie prace malarskie do kolekcji Centrum Żydowskiego w Oświęcimiu.

### Wystawy indywidualne
- 1967 – Chemerinsky Art Gallery, Tel Awiw
- 1975 – Pastel 1975, Debel Gallery, Jerozolima
- 1976 – Debel Gallery, Jerozolima
- 1991 – Pastel on Paper, Sara Levi Gallery, Tel Awiw
- 1992 – Oil Paintings, Jerozolima
- 1995 – Black Flowers, Israel Museum, Jerozolima
- 1995 – Herzeliya Museum of Art, Herzeliya
- 1999 – Artspace Gallery, Jerozolima
- 2002 – Drawings and Oil Paintings, Jerozolima[11]